# Goodwill Zwelithini kaBhekuzulu
Goodwill Zwelithini kaBhekuzulu (Nongoma, 14 de julho de 1948 - 12 de março de 2021) foi o rei dos Zulus, de 17 de setembro de 1968 até à data da sua morte.
À data da sua morte era o monarca há mais tempo no poder na África, com 50 anos de reinado, sendo o rei zulu que ocupou o trono durante mais tempo. Manteve uma boa relação com os políticos sul-africanos e com os demais reis da África, como Mswati III e Letsie III.

## Reinado
Foi coroado em 3 de dezembro de 1971. Como rei tradicional do povo Zulu na África do Sul, o seu poder era apenas representativo, não tendo governado nenhum território de facto, mas representado seu povo em desfiles e festas e tendo participação consultiva no governo, defendendo os interesses e direitos de seu povo.
O rei Goodwill foi o oitavo monarca do povo zulu, cuja linhagem vem desde 1816, com a ascensão de Shaka.

## Família e descendência
Goodwill teve 6 esposas, incluindo a princesa suázi Mantfombi Dlamini, filha do ex-rei da Suazilândia, Sobhuza II, e irmã do rei Mswati III.
Ele teve 11 filhas e 26 filhos, relata o El País.

## Morte
O monarca morreu em 2021, na África do Sul, aos 72 anos de idade. Estava hospitalizado no hospital público Chief Albert Luthuli, em Durban, recebendo cuidados intensivos devido à hipoglicemia, problema relacionado a diabetes. Ele também tinha covid-19.